# Venta Ahumada
Venta Ahumada är en ort i Mexiko.   Den ligger i kommunen Chignahuapan och delstaten Puebla, i den sydöstra delen av landet, 120 km öster om huvudstaden Mexico City. Venta Ahumada ligger 2 487 meter över havet och antalet invånare är 401.
Terrängen runt Venta Ahumada är lite bergig. Runt Venta Ahumada är det ganska tätbefolkat, med 56 invånare per kvadratkilometer. Närmaste större samhälle är Chignahuapan, 11,5 km norr om Venta Ahumada. I omgivningarna runt Venta Ahumada växer i huvudsak blandskog.